# 2079 Jacchia
2079 Jacchia è un asteroide della fascia principale. Scoperto nel 1976, presenta un'orbita caratterizzata da un semiasse maggiore pari a 2,6003013 au e da un'eccentricità di 0,0781194, inclinata di 13,25347° rispetto all'eclittica.
L'asteroide è dedicato a Luigi Giuseppe Jacchia, astronomo italo-americano .